# Karen Black
Karen Black, född Karen Blanche Ziegler den 1 juli 1939 i Park Ridge i Illinois, död 8 augusti 2013 i Santa Monica i Kalifornien, var en amerikansk skådespelerska på film och teater.
Blacks genombrott var filmen Easy Rider (1969). Därefter gjorde hon en oscarsnominerad insats i Five Easy Pieces (1970) och medverkade i Alfred Hitchcocks sista film, Arvet (1976). Hon var med i mer än 100 filmer. En av hennes mest uppmärksammade på senare år var House of 1000 Corpses (2003).
Hon var också sångerska, dels i filmen Nashville (1975), i vilken hon sjöng tre egenkomponerade låtar, och dels i scientologikyrkans musikprojekt The Road to Freedom, där hon medverkade bland annat på "The ARC Song".
Black avled 2013 i cancer.

## Filmografi (urval)
- 1969 – Easy Rider
- 1970 – Five Easy Pieces
- 1973 – The outfit
- 1974 – Rhinoceros
- 1974 – Den store Gatsby
- 1974 – Katastroflarm
- 1975 – Nashville
- 1976 – Arvet
- 1976 – Hyreskontrakt med döden
- 1978 – Capricorn One
- 1981 – Gräset sjunger
- 1982 – Come Back to the Five and Dime, Jimmy Dean, Jimmy Dean
- 1986 – Invasion från Mars
- 1987 – Det lever ännu
- 1990 – Mirror, Mirror
- 1996 – Children of the Corn IV: The Gathering
- 2003 – House of 1000 Corpses